# Кураковка
Кураковка — хутор в Прохоровском районе Белгородской области. Входит в состав Ржавецкого сельского поселения.

## География
Находится в северной части Белгородской области, в лесостепной зоне, в пределах юго-западного склона Среднерусской возвышенности, на расстоянии примерно 21 километра (по прямой) к юго-востоку от Прохоровки, административного центра района. Абсолютная высота — 214 метров над уровнем моря.

## История
В 1638 году на Олышанной Яруге были расположены «починки и усадища» Евтихея и Федора Кураковых с товарищами. Починком в те времена называли недавно образованную деревню в 1-3 двора, а «усадом» или « усадищем» — усадьбу. По картам XVIII века несколько западнее Кураковки проходила Ольшанская Яруга, а фамилия одного из владельца, дает основание предположить, что Новым Ольшанцем, который образован так же в это время — в 30-е годы XVII века, ранее называли именно деревню Кураковку. В 1718 году в Кураковке располагалось 7 дворов.
Белгородский краевед А. Г. Бобов в своей статье «Служилые фамилии наших предков из XVII века» упаминает некоторые фамилии первых поселенцев деревни Кураковки в XVII веке:
«Белгородский уезд Сажный стан деревня Кураковка: а) сотенной службы: 2 двора Домановых, 2 дв. Герасимовых — 4 двора; б) городовые отставные: 1 дв. Кураков, 1 дв. Ходыкин — 2 двора; в) отставной солдат: 1 дв. Кураков. Итого: 7 дворов.»
Так же в архивах упоминается, что основными переселенцами были жители села Верхний Ольшанец.
По данным переписи десятой ревизии в 1858 году в деревне Кураковка Корочанского уезда проживало 69 мужчин, в 1885 году — 178 жителей, все дворы имели земельный надел, числилось в имуществе 70 лошадей, 58 коров, 450 овец, 2 промышленных здания. В 1928 году Кураковка перешла под управление Казачанского сельсовета Прохоровского района, жителей проживало 418. В 1935 году входит в состав Ржавецкого сельсовета Беленихинского района.
В 1961 году после упразднения административных объектов, деревня Кураковка снова вошла в состав Прохоровского района. На момент последней переписи в 1994 году в ней проживало 22 жителя, которые вели деятельность в 16 хозяйствах.

### Климат
Климат характеризуется как умеренно континентальный, с относительно мягкой зимой и тёплым продолжительным летом. Среднегодовая температура воздуха — 5,4 °C. Средняя температура воздуха самого холодного месяца (января) — −9,2 °C; самого тёплого месяца (июля) — 16,4 — 24,3 °C. Безморозный период длится в среднем 155—160 дней. Годовое количество атмосферных осадков — 527—595 мм, из которых большая часть выпадает в тёплый период.

### Часовой пояс
Хутор Кураковка как и вся Белгородская область, находится в часовой зоне МСК (московское время). Смещение применяемого времени относительно UTC составляет +3:00.

## Население
| 2002 | 2010 |
| ---- | ---- |
| 14   | ↘6   |

### Половой состав
По данным Всероссийской переписи населения 2010 года в гендерной структуре населения мужчины составляли 83,3 %, женщины — соответственно 16,7 %.

### Национальный состав
Согласно результатам переписи 2002 года, в национальной структуре населения русские составляли 100 %.